# اتمز فور پیس
اتمز فور پیس(به انگلیسی: Atoms for Peace) نام ابرگروه راکی است که در اواخر سال ۲۰۰۹ به وجود آمد.

## اعضا
- تام یورک
- فلی
- نایجل گودریچ
- جویی وارونکر
- مائورو رفسکو

## نام گروه
تا فوریه سال ۲۰۱۰ گروه نام خاصی نداشت و به نام "??????" یا "تام یورک؟؟؟؟"" شناخته می‌شد.در تور سال ۲۰۱۰ تام یورک نام گروه را "اتمز فور پیس" گذاشت و این خبر در وبسایت رسمی ردیوهد نیز اعلام شد.